# Полов диморфизъм
Половият диморфизъм е системната разлика във формата между индивидите от различен пол на един и същи вид.
При някои видове, например много бозайници, мъжкият индивид е по-едър от женския. При други (като паяците) женската е по-голяма. Някои други полови особености са цветът (при много птици), размерът или наличието на части от тялото, използвани при сблъсъци (рога, бивни); големината на очите (напр. при пчелите); наличието на жила (при различни видове пчели); различни прагове за определени типове поведение (агресия, грижи за малките и т.н.).
Краен пример за полов диморфизъм при птиците е папагалът еклектус – мъжкият е почти изцяло зелен с оранжева човка, а женската е аленочервена с черна човка. Някои от примерите за полов диморфизъм са толкова значителни, че мъжките и женските индивиди от един вид първоначално са смятани за различни видове.